# Юха, Йоосеп
Йоосеп Юха (эст. Joosep Juha; 5 сентября 1996, Рапла) — эстонский футболист и игрок в пляжный футбол, центральный защитник.

## Биография
Воспитанник таллинских футбольных школ «Коткас-Юниор», «Нымме Калью» и «Флора». С 2012 года начал играть на взрослом уровне за «Флору-3», со следующего сезона — за «Флору-2». За основную команду клуба дебютировал в матче высшей лиги Эстонии 16 августа 2014 года против «Нымме Калью», отыграв все 90 минут. Всего в 2014 году вышел на поле в 2 матчах высшего дивизиона, «Флора» в том сезоне завоевала бронзовые награды чемпионата. В составе «Флоры-2» — победитель первой лиги Эстонии 2014 года.
Летом 2015 года был отдан в аренду в «Пайде ЛМ», а по окончании сезона подписал постоянный контракт с клубом. В первые полтора сезона регулярно играл в стартовом составе. В 2017 году потерял место в составе, сыграл на старте сезона только один неполный матч, и уже в апреле контракт с игроком был расторгнут после того, как он отказался от перевода в дубль. Осенью 2017 года играл в первой лиге за «Тарвас», а в дальнейшем выступал в низших дивизионах за «Сауэ».
Всего в высшей лиге Эстонии сыграл 48 матчей и забил 2 гола.
Выступал за юношеские сборные Эстонии, провёл 28 матчей. Участник мемориала Гранаткина 2014 года (5 матчей).
Также с 2017 года выступал в пляжном футболе за один из сильнейших клубов Эстонии «Аугур». С 2018 года играет за сборную Эстонии по пляжному футболу, по состоянию на конец 2022 года сыграл более 20 матчей.

## Достижения
- Бронзовый призёр чемпионата Эстонии: 2014